# Dobrinje (Bijelo Polje)
Pour les articles homonymes, voir Dobrinje.
Dobrinje (en serbe cyrillique: Добриње) est un village du nord-est du Monténégro, dans la municipalité de Bijelo Polje.

## Démographie

### Évolution historique de la population[1]
| 1948 | 1953 | 1961 | 1971 | 1981 | 1991 | 2003 |
| ---- | ---- | ---- | ---- | ---- | ---- | ---- |
| 400  | 435  | 480  | 564  | 507  | 325  | 248  |